# Brunhilda (släkte)
Brunhilda är ett fågelsläkte i familjen astrilder inom ordningen tättingar. Släktet omfattar två arter som förekommer i Afrika söder om Sahara:
- Snårastrild (Brunhilda erythronotos)
- Törnastrild (Brunhilda charmosyna)

Tidigare inkluderades arterna i Estrilda, men lyfts numera vanligen ut till ett eget släkte efter genetiska studier som visar att de står närmare vitkindad astrild (Delacourella capistrata, tidigare i Nesocharis).